# آنتون کوچینیان
آنتون یرواندی کوچینیان (ارمنی: Անտոն Երվանդի Քոչինյան ؛انگلیسی: Anton Ervandovich Kochinyan؛ زادهٔ ۲۵ نوامبر ۱۹۱۳ – درگذشته ۱ دسامبر ۱۹۹۰) سیاست‌مدار اهل ارمنستان شوروی بود که از سال ۱۹۵۲ تا سال ۱۹۶۶ نخست وزیر ارمنستان بود.
وی همچنین از سال ۱۹۶۶ تا سال ۱۹۷۴ و بازنشستگی دبیر کل حزب کمونیست ارمنستان بود که این پست را به کارن دمیرچیان تحویل داد.
تقاضای وی در زمان نخست وزیرش از دولت مرکزی در مسکو برای وحدت ارمنستان و منطقه قره باغ ناموفق بود.

## نگارخانه

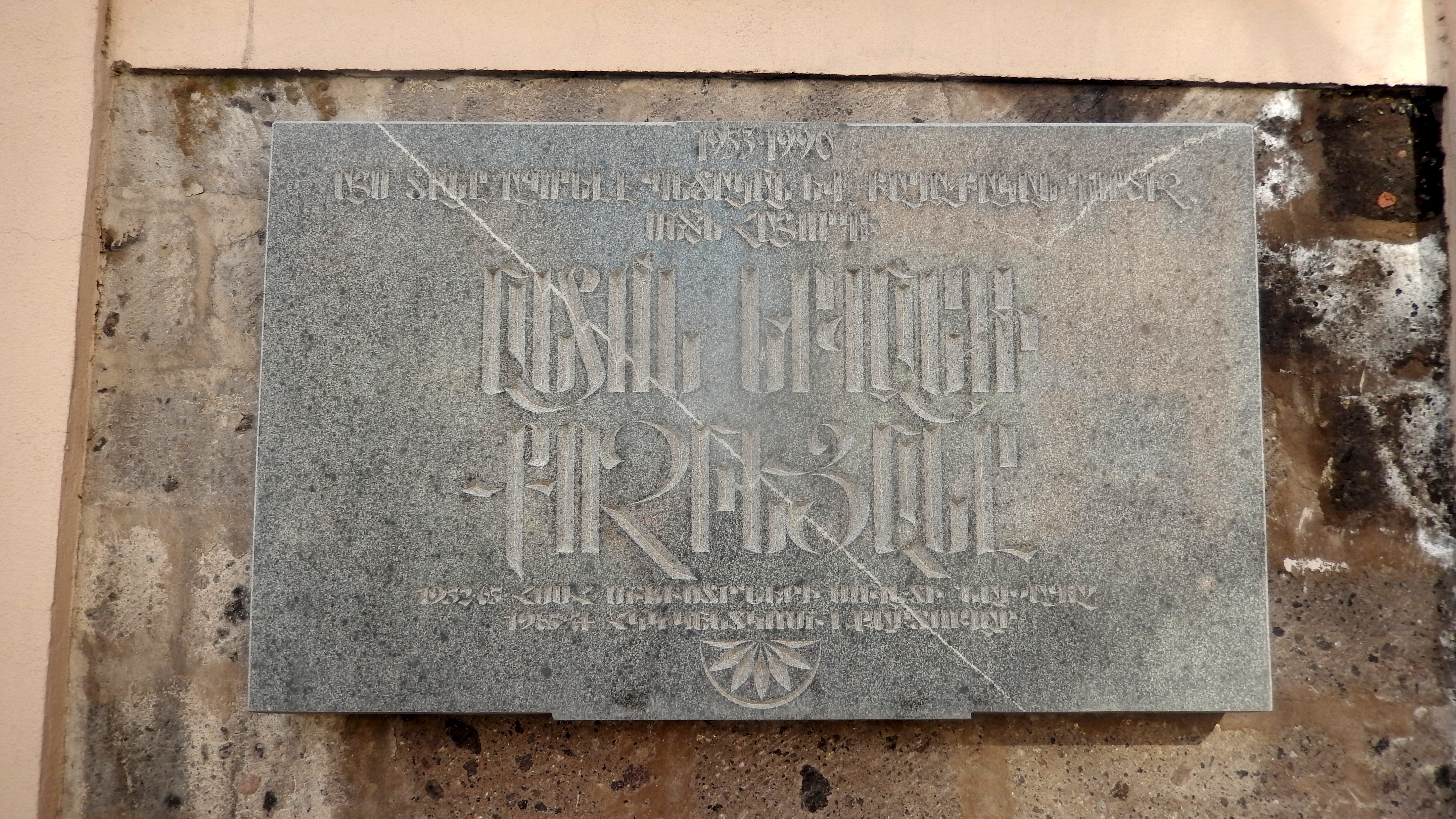